# グシイ語
グシイ語（グシイご、グシイ語: EkeGusii、英: Gusii language）はバントゥー語群に属する言語である。主な話者はケニア西部のキシイ県およびニャミラ県に居住するキシイ人である。話者数は2,205,300人（2005年-2009年 エスノローグ第17版）である。

## 言語名別称
- キシイ語
- グシ語
- Ekegusii
- Gusii
- Guzii
- Kisii
- Kosova

### リスニング
- National Public Radio story about Kisii language (from All Things Considered program, April 29, 2006)